# Confederación Española de Centros de Estudios Locales
La Confederación Española de Centros de Estudios Locales (CECEL) es una entidad que agrupa 58 centros u organismos de investigación local y regional de España (con diferentes denominaciones: centros, instituciones, reales academias...), generalmente entidades de derecho público, creados por ayuntamientos, diputaciones provinciales o comunidades autónomas. 
La finalidad de la CECEL es impulsar y coordinar las actividades científicas y culturales de sus centros asociados.
La CECEL se encuentra vinculada al Consejo Superior de Investigaciones Científicas y tiene sus oficinas en su sede de Humanidades, en Madrid.
La CECEL fue creada en 1981 tras la supresión en 1978 del Patronato José María Quadrado, al asociarse la mayoría de los centros que componían aquel y conseguir, de nuevo, su vinculación con el CSIC.